# Myron Healey
Myron Daniel Healey (Petaluma, 8 giugno 1923 – Burbank, 21 dicembre 2005) è stato un attore statunitense.
Ha recitato in oltre 170 film dal 1943 al 1994 ed è apparso in 140 produzioni televisive dal 1949 al 1994. È stato accreditato anche con i nomi Michael Healey, Myron D. Healey,  e Myron Healy. Ha spesso interpretato ruoli di cattivo, fuorilegge e scagnozzo in film e serie televisive western (ad esempio il ruolo di Doc Holliday in 13 episodi della serie Le leggendarie imprese di Wyatt Earp). Fu protagonista del film horror giapponese Daikaijū Baran del 1958 in cui interpretava il comandante James Bradley.

## Biografia
Myron Healey nacque a Petaluma, in California, l'8 giugno 1923.
Prestò servizio nella seconda guerra mondiale come pilota di bombardieri della Air Corps sul fronte europeo. Andò in pensione nel 1960 come capitano della United States Air Force Reserve.
Myron Healey è stato sposato quattro volte (la prima unione avvenne con l'attrice Adair Jameson) e aveva due figlie. Morì a Burbank, contea di Los Angeles, il 21 dicembre 2005 a 82 anni, dopo non essersi più ripreso da una frattura dell'anca a seguito di una caduta.

## Filmografia

### Cinema
- Young Ideas, regia di Jules Dassin (1943)
- Il difensore di Manila (Salute to the Marines), regia di Sylvan Simon (1943)
- Swing Shift Maisie, regia di Norman Z. McLeod (1943)
- La parata delle stelle (Thousands Cheer), regia di George Sidney (1943)
- Il signore in marsina (I Dood It), regia di Vincente Minnelli (1943)
- Il maggiore di ferro (The Iron Major), regia di Ray Enright (1943)
- See Here, Private Hargrove, regia di Wesley Ruggles (1944)
- Meet the People, regia di Charles Reisner (1944)
- Se ci sei batti due colpi (The Time of Their Lives), regia di Charles Barton (1946)
- Crime Doctor's Man Hunt, regia di William Castle (1946)
- That Brennan Girl, regia di Alfred Santell (1946)
- Blondie's Big Moment, regia di Abby Berlin (1947)
- Millie's Daughter, regia di Sidney Salkow (1947)
- Addio all'esercito (Buck Privates Come Home), regia di Charles Barton (1947)
- Il segreto di Mary Harrison (The Corpse Came C.O.D.), regia di Henry Levin (1947)
- Bellezze in cielo (Down to Earth), regia di Alexander Hall (1947)
- L'uomo dei miei sogni (It Had to Be You), regia di Don Hartman e Rudolph Maté (1947)
- Silly Billy, regia di Jules White – cortometraggio (1948)
- Tall, Dark and Gruesome, regia di Del Lord – cortometraggio (1948)
- I, Jane Doe, regia di John H. Auer (1948)
- Blondie's Reward, regia di Abby Berlin (1948)
- La grande minaccia (Walk a Crooked Mile), regia di Gordon Douglas (1948)
- Richiamo d'ottobre (The Return of October), regia di Joseph H. Lewis (1948)
- Devi essere felice (You Gotta Stay Happy), regia di Henry C. Potter (1948)
- Hidden Danger, regia di Ray Taylor (1948)
- Orchidea bionda (Ladies of the Chorus), regia di Phil Karlson (1948)
- La strega rossa (Wake of the Red Witch), regia di Edward Ludwig (1948)
- Non si può continuare ad uccidere (The Man from Colorado), regia di Henry Levin (1948)
- Amanti crudeli (Slightly French), regia di Douglas Sirk (1949)
- I bassifondi di San Francisco (Knock on Any Door), regia di Nicholas Ray (1949)
- Gun Law Justice, regia di Lambert Hillyer (1949)
- Trails End, regia di Lambert Hillyer (1949)
- Across the Rio Grande, regia di Oliver Drake (1949)
- Laramie, regia di Ray Nazarro (1949)
- Batman and Robin, regia di Spencer Gordon Bennet (1949)
- Air Hostess, regia di Lew Landers (1949)
- Brand of Fear, regia di Oliver Drake (1949)
- The Wyoming Bandit, regia di Philip Ford (1949)
- Range Justice, regia di Ray Taylor (1949)
- South of Rio, regia di Philip Ford (1949)
- Purificazione (Mr. Soft Touch), regia di Gordon Douglas e Henry Levin (1949)
- Haunted Trails, regia di Lambert Hillyer (1949)
- The Girl from Gunsight, regia di Will Cowan – cortometraggio (1949)
- Western Renegades, regia di Wallace Fox (1949)
- Rusty's Birthday, regia di Seymour Friedman (1949)
- Riders of the Dusk, regia di Lambert Hillyer (1949)
- Pioneer Marshal, regia di Philip Ford (1949)
- Lawless Code, regia di Oliver Drake (1949)
- Fence Riders, regia di Wallace Fox (1950)
- Trail of the Rustlers, regia di Ray Nazarro (1950)
- West of Wyoming, regia di Wallace Fox (1950)
- Over the Border, regia di Wallace Fox (1950)
- Lo scandalo della sua vita (A Woman of Distinction), regia di Edward Buzzell (1950)
- Non siate tristi per me (No Sad Songs for Me), regia di Rudolph Maté (1950)
- Kill the Umpire, regia di Lloyd Bacon (1950)
- Salt Lake Raiders, regia di Fred C. Brannon (1950)
- Il diritto di uccidere (In a Lonely Place), regia di Nicholas Ray (1950)
- Timber Fury, regia di Bernard B. Ray (1950)
- Federal Man, regia di Robert Emmett Tansey (1950)
- Hi-Jacked, regia di Sam Newfield (1950)
- L'agguato degli apaches (I Killed Geronimo), regia di John Hoffman (1950)
- Per noi due il paradiso (My Blue Heaven), regia di Henry Koster (1950)
- Accidenti che ragazza! (The Fuller Brush Girl), regia di Lloyd Bacon (1950)
- Law of the Panhandle, regia di Lewis D. Collins (1950)
- Tra mezzanotte e l'alba (Between Midnight and Dawn), regia di Gordon Douglas (1950)
- Hot Rod, regia di Lewis D. Collins (1950)
- I clienti di mia moglie (Emergency Wedding), regia di Edward Buzzell (1950)
- Experiment Alcatraz, regia di Edward L. Cahn (1950)
- Outlaw Gold, regia di Wallace Fox (1950)
- Una manciata d'odio (Short Grass), regia di Lesley Selander (1950)
- Mani insanguinate (Sierra Passage), regia di Frank McDonald (1950)
- Colorado Ambush, regia di Lewis D. Collins (1951)
- I quattro cavalieri dell'Oklahoma (Al Jennings of Oklahoma), regia di Ray Nazarro (1951)
- Baby Sitters Jitters, regia di Jules White – cortometraggio (1951)
- Night Riders of Montana, regia di Fred C. Brannon (1951)
- Ero una spia americana (I Was an American Spy), regia di Lesley Selander (1951)
- Roar of the Iron Horse - Rail-Blazer of the Apache Trail, regia di Spencer Gordon Bennet e Thomas Carr (1951)
- La dinastia dell'odio (Lorna Doone), regia di Phil Karlson (1951)
- Il sergente Carver (The Texas Rangers), regia di Phil Karlson (1951)
- Montana Desperado, regia di Wallace Fox (1951)
- Bonanza Town, regia  di Fred F. Sears (1951)
- Journey Into Light, regia di Stuart Heisler (1951)
- L'assalto delle frecce rosse (Slaughter Trail), regia di Irving Allen (1951)
- A sud rullano i tamburi (Drums in the Deep South), regia di William Cameron Menzies (1951)
- Barriti nella jungla (Elephant Stampede), regia di Ford Beebe (1951)
- I violenti dell'Oregon (The Longhorn), regia di Lewis D. Collins (1951)
- Nagasaki (The Wild Blue Yonder), regia di Allan Dwan (1951)
- Le rocce d'argento (Silver City), regia di Byron Haskin (1951)
- La grande notte (The Big Night), regia di Joseph Losey (1951)
- Il passo di Forte Osage (Fort Osage), regia di Lesley Selander (1952)
- Rodeo, regia di William Beaudine (1952)
- Giustizia di popolo (Montana Territory), regia di Ray Nazarro (1952)
- Tempesta sul Tibet (Storm Over Tibet), regia di Andrew Marton (1952)
- The Kid from Broken Gun, regia di Fred F. Sears (1952)
- Monsoon, regia di Rod Amateau (1952)
- Fargo - La valle dei desperados (Fargo), regia di Lewis D. Collins (1952)
- L'assedio degli Apaches (Apache War Smoke), regia di Harold F. Kress (1952)
- Desperadoes' Outpost, regia di Philip Ford (1952)
- The Maverick, regia di Thomas Carr (1952)
- L'assalto al Kansas Pacific (Kansas Pacific), regia di Ray Nazzaro (1953)
- White Lightning, regia di Edward Bernds (1953)
- Ma and Pa Kettle at Waikiki, regia di Lee Sholem (1953)
- Il terrore del Golden West (Son of Belle Starr), regia di Frank McDonald (1953)
- Notturno selvaggio (The Moonlighter), regia di Roy Rowland (1953)
- The Fighting Lawman, regia di Thomas Carr (1953)
- Saginaw Trail, regia di George Archainbaud (1953)
- L'ultimo bersaglio (Combat Squad), regia di Cy Roth (1953)
- Hot News, regia di Edward Bernds (1953)
- Vigilante Terror, regia di Lewis D. Collins (1953)
- Private Eyes, regia di Edward Bernds (1953)
- I tre del Rio Grande (Texas Bad Man), regia di Lewis D. Collins (1953)
- The Studebaker Story, regia di Seymour Friedman – cortometraggio (1953)
- Gli avvoltoi della strada ferrata (Rails Into Laramie), regia di Jesse Hibbs (1954)
- La campana ha suonato (Silver Lode), regia di Allan Dwan (1954)
- Cavalcata ad ovest (They Rode West), regia di Phil Karlson (1954)
- La regina del Far West (Cattle Queen of Montana), regia di Allan Dwan (1954)
- Panther Girl of the Kongo, regia di Franklin Adreon (1955)
- Sos polizia coloniale (African Manhunt), regia di Seymour Friedman (1955)
- L'uomo senza paura (Man Without a Star), regia di King Vidor (1955)
- L'agente speciale Pinkerton (Rage at Dawn), regia di Tim Whelan (1955)
- Duello a Bitter Ridge (The Man from Bitter Ridge), regia di Jack Arnold (1955)
- La valle degli uomini luna (Jungle Moon Men), regia di Charles S. Gould (1955)
- La jungla dei temerari (Tennessee's Partner), regia di Allan Dwan (1955)
- Conta fino a 3 e prega! (Count Three and Pray), regia di George Sherman (1955)
- Dig That Uranium, regia di Edward Bernds (1955)
- Veneri rosse (Slightly Scarlet), regia di Allan Dwan (1956)
- La storia del generale Houston (The First Texan), regia di Byron Haskin (1956)
- Magnificent Roughnecks, regia di Sherman A. Rose (1956)
- La valle dei delitti (The Young Guns), regia di Albert Band (1956)
- Calling Homicide, regia di Edward Bernds (1956)
- Running Target, regia di Marvin R. Weinstein (1956)
- La figlia del capo indiano (The White Squaw), regia di Ray Nazarro (1956)
- Meet Mrs. Swenson, regia di True Boardman – cortometraggio (1956)
- I quattro cavalieri del terrore (Hell's Crossroads), regia di Franklin Adreon (1957)
- Il cerchio della vendetta (Shoot-Out at Medicine Bend), regia di Richard L. Bare (1957)
- La palude maledetta (Lure of the Swamp), regia di Hubert Cornfield (1957)
- Stirpe maledetta (The Restless Breed), regia di Allan Dwan (1957)
- La casa dei mostri (The Unearthly), regia di Brooke L. Peters (1957)
- Undersea Girl, regia di John Peyser (1957)
- Lo spietato (The Hard Man), regia di George Sherman (1957)
- I quattro pistoleros (Escape from Red Rock), regia di Edward Bernds (1957)
- Cavalleria commandos (The Day of the Trumpet), regia di Gerardo de Leon e Eddie Romero (1958)
- Cole il fuorilegge (Cole Younger, Gunfighter), regia di R.G. Springsteen (1958)
- Quantrill il ribelle (Quantrill's Raiders), regia di Edward Bernds (1958)
- Apache Territory, regia di  Ray Nazarro (1958)
- È sbarcato un marinaio (Onionhead), regia di Norman Taurog (1958)
- Un dollaro d'onore (Rio Bravo), regia di Howard Hawks (1959)
- La famiglia assassina di Ma Barker (Ma Barker's Killer Brood), regia di Bill Karn (1960)
- Testa o croce (The George Raft Story), regia di Joseph M. Newman (1961)
- Tre passi dalla sedia elettrica (Convicts 4), regia di Millard Kaufman (1962)
- Varan the Unbelievable, regia di Ishirō Honda (1962)
- Il ballo delle pistole (He Rides Tall), regia di R.G. Springsteen (1964)
- Mirage, regia di Edward Dmytryk (1965)
- Jean Harlow, la donna che non sapeva amare (Harlow), regia di Gordon Douglas (1965)
- La ragazza yè yè (The Swinger), regia di George Sidney (1966)
- Sparatorie ad Abilene (Gunfight in Abilene), regia di William Hale (1967)
- 7 volontari dal Texas (Journey to Shiloh), regia di William Hale (1968)
- The Shakiest Gun in the West, regia di Alan Rafkin (1968)
- Il Grinta (True Grit), regia di Henry Hathaway (1969)
- Il computer con le scarpe da tennis (The Computer Wore Tennis Shoes), regia di Robert Butler (1969)
- Non stuzzicate i cowboys che dormono (The Cheyenne Social Club), regia di Gene Kelly (1970)
- Scusi, dov'è il fronte? (Which Way to the Front?), regia di Jerry Lewis (1970)
- Smoke in the Wind, regia di Joseph Kane e Andy Brennan (1975)
- L'uomo di cera (The Incredible Melting Man), regia di William Sachs (1977)
- Claws, regia di Richard Bansbach e Robert E. Pearson (1977)
- La finestra sul cielo 2 (The Other Side of the Mountain: Part II), regia di Larry Peerce (1978)
- Goodbye, Franklin High, regia di Mike MacFarland (1978)
- Forever and Beyond, regia di Thomas Flood (1983)
- Due piedipiatti acchiappafantasmi (Ghost Fever), regia di Lee Matten (1987)
- Pulse - Scossa mortale (Pulse), regia di Paul Golding (1988)
- Piccoli campioni (Little Giants), regia di Duwayne Dunham (1994)

### Televisione
- Royal Playhouse (Fireside Theater) – serie TV, un episodio (1950)
- Gang Busters – serie TV, 3 episodi (1952)
- Le avventure di Rex Rider (The Range Rider) – serie TV, 6 episodi (1952-1953)
- Cowboy G-Men – serie TV, un episodio (1953)
- Your Jeweler's Showcase – serie TV, un episodio (1953)
- The Ford Television Theatre – serie TV, un episodio (1953)
- The George Burns and Gracie Allen Show – serie TV, 2 episodi (1951-1953)
- Hopalong Cassidy – serie TV, un episodio (1953)
- Ramar of the Jungle – serie TV, 2 episodi (1953)
- Stories of the Century – serie TV, un episodio (1954)
- Adventures of Falcon – serie TV, un episodio (1954)
- The Adventures of Kit Carson – serie TV, 7 episodi (1952-1954)
- The Cisco Kid – serie TV, 5 episodi (1951-1954)
- Adventures of Wild Bill Hickok – serie TV, un episodio (1954)
- Waterfront – serie TV, 2 episodi (1955)
- TV Reader's Digest – serie TV, episodio 1x01 (1955)
- The Finest Gift – film TV (1955)
- Buffalo Bill, Jr. – serie TV, 2 episodi (1955)
- Roy Rogers – serie TV, 10 episodi (1952-1955)
- Le avventure di Campione (The Adventures of Champion) – serie TV, episodi 1x04-1x08 (1955)
- Le avventure di Gene Autry (The Gene Autry Show) – serie TV, 14 episodi (1951-1955)
- Tales of the Texas Rangers – serie TV, un episodio (1955)
- Judge Roy Bean – serie TV, 4 episodi (1956)
- Chevron Hall of Stars – serie TV, un episodio (1956)
- Sky King – serie TV, 2 episodi (1952-1956)
- The 20th Century-Fox Hour – serie TV, episodio 1x08 (1956)
- Le avventure di Rin Tin Tin (The Adventures of Rin Tin Tin) – serie TV, 3 episodi (1955-1956)
- Adventures of Superman – serie TV, 3 episodi (1955-1956)
- Sheriff of Cochise – serie TV, un episodio (1956)
- Matinee Theatre – serie TV, 3 episodi (1955-1956)
- Annie Oakley – serie TV, 10 episodi (1954-1957)
- The Silent Service – serie TV, un episodio (1957)
- You Are There – serie TV, un episodio (1957)
- Il cavaliere solitario (The Lone Ranger) – serie TV, 7 episodi (1950-1957)
- Conflict – serie TV, episodio 1x20 (1957)
- Man Without a Gun – serie TV, un episodio (1957)
- The Adventures of Jim Bowie – serie TV, un episodio (1957)
- Casey Jones – serie TV, un episodio (1957)
- The Veil – miniserie TV (1958)
- Il tenente Ballinger (M Squad) – serie TV, un episodio (1958)
- Colt .45 – serie TV, 2 episodi (1957-1958)
- Broken Arrow – serie TV, 3 episodi (1956-1958)
- Buckskin – serie TV, un episodio (1958)
- Decision – serie TV, un episodio (1958)
- Schlitz Playhouse of Stars – serie TV, 3 episodi (1955-1958)
- 26 Men – serie TV, episodio 2x08 (1958)
- Behind Closed Doors – serie TV, un episodio (1958)
- Westinghouse Desilu Playhouse – serie TV, un episodio (1958)
- State Trooper – serie TV, 3 episodi (1957-1959)
- Cimarron City – serie TV, episodio 1x17 (1959)
- Peter Gunn – serie TV, episodio 1x22 (1959)
- Tombstone Territory – serie TV, 2 episodi (1958-1959)
- Perry Mason – serie TV, un episodio (1959)
- Zorro – serie TV, un episodio (1959)
- 21 Beacon Street – serie TV, un episodio (1959)
- Le leggendarie imprese di Wyatt Earp (The Life and Legend of Wyatt Earp) – serie TV, 16 episodi (1956-1959)
- Bat Masterson – serie TV, 2 episodi (1959)
- Sugarfoot – serie TV, episodi 1x18-3x03 (1958-1959)
- Lock-Up – serie TV, episodio 1x08 (1959)
- Bronco – serie TV, episodio 1x09 (1959)
- This Man Dawson – serie TV, episodio 1x19 (1960)
- L'uomo e la sfida (The Man and the Challenge) – serie TV, episodi 1x07-1x18 (1959-1960)
- Avventure lungo il fiume (Riverboat) – serie TV, un episodio (1960)
- Markham – serie TV, un episodio (1960)
- Bourbon Street Beat – serie TV, episodio 1x24 (1960)
- Avventure in fondo al mare (Sea Hunt) – serie TV, 2 episodi (1958-1960)
- I racconti del West (Zane Grey Theater) – serie TV, 2 episodi (1958-1960)
- The Alaskans – serie TV, episodio 1x28 (1960)
- Tightrope – serie TV, episodio 1x31 (1960)
- Men Into Space – serie TV, episodio 1x28 (1960)
- The Texan – serie TV, 3 episodi (1959-1960)
- Scacco matto (Checkmate) – serie TV, episodio 1x01 (1960)
- The Deputy – serie TV, un episodio (1960)
- Tales of Wells Fargo – serie TV, 3 episodi (1957-1960)
- The Case of the Dangerous Robin – serie TV, un episodio (1961)
- Disneyland – serie TV, 7 episodi (1959-1961)
- Death Valley Days – serie TV, 3 episodi (1952-1961)
- Assignment: Underwater – serie TV, un episodio (1961)
- Ispettore Dante (Dante) – serie TV, episodio 1x16 (1961)
- Surfside 6 – serie TV, episodio 1x18 (1961)
- Gunslinger – serie TV, episodio 1x01 (1961)
- The Islanders – serie TV, un episodio (1961)
- The Rebel – serie TV, un episodio (1961)
- Cheyenne – serie TV, 5 episodi (1955-1961)
- Alfred Hitchcock presenta (Alfred Hitchcock Presents) – serie TV, un episodio (1961)
- Whispering Smith – serie TV, episodio 1x14 (1961)
- Maverick – serie TV, 3 episodi (1958-1961)
- Hawaiian Eye – serie TV, 2 episodi (1959-1961)
- Frontier Circus – serie TV, un episodio (1962)
- Outlaws – serie TV, episodi 2x13-2x22 (1962)
- Gunsmoke – serie TV, 2 episodi (1962)
- Gli uomini della prateria (Rawhide) – serie TV, 4 episodi (1959-1962)
- Ripcord – serie TV, episodi 1x20-2x25 (1962-1963)
- Have Gun - Will Travel – serie TV, un episodio (1963)
- Laramie – serie TV, 5 episodi (1960-1963)
- Dakota (The Dakotas) – serie TV, episodio 1x18 (1963)
- Polvere di stelle (Bob Hope Presents the Chrysler Theatre) – serie TV, un episodio (1963)
- Destry – serie TV, un episodio (1964)
- Sotto accusa (Arrest and Trial) – serie TV, episodio 1x26 (1964)
- Carovane verso il west (Wagon Train) – serie TV, 8 episodi (1958-1964)
- The Crisis (Kraft Suspense Theatre) – serie TV, 2 episodi (1963-1964)
- Peyton Place – serie TV, 2 episodi (1965)
- L'ora di Hitchcock (The Alfred Hitchcock Hour) – serie TV, 4 episodi (1962-1965)
- A Man Called Shenandoah – serie TV, episodio 1x15 (1965)
- I sentieri del west (The Road West) – serie TV, episodio 1x20 (1967)
- Laredo – serie TV, 4 episodi (1965-1967)
- Lassie – serie TV, 3 episodi (1954-1967)
- Iron Horse – serie TV, episodio 2x08 (1967)
- Bonanza – serie TV, 4 episodi (1964-1968)
- La terra dei giganti (Land of the Giants) – serie TV, un episodio (1968)
- The Outsider – serie TV, episodio 1x10 (1968)
- Shadow on the Land – film TV (1968)
- Reporter alla ribalta (The Name of the Game) – serie TV, un episodio (1969)
- Mannix – serie TV, un episodio (1969)
- Daniel Boone – serie TV, 3 episodi (1965-1969)
- Il grande teatro del West (The Guns of Will Sonnett) – serie TV, 3 episodi (1967-1969)
- The Over-the-Hill Gang – film TV (1969)
- Il virginiano (The Virginian) – serie TV, 10 episodi (1963-1970)
- I nuovi medici (The Bold Ones: The New Doctors) – serie TV, un episodio (1970)
- Ai confini dell'Arizona (The High Chaparral) – serie TV, 3 episodi (1967-1971)
- Lo sceriffo del sud (Cade's County) – serie TV, un episodio (1971)
- Longstreet – serie TV, un episodio (1971)
- Ironside – serie TV, 4 episodi (1969-1972)
- Delphi Bureau – serie TV, un episodio (1972)
- Ghost Story – serie TV, un episodio (1973)
- Adam-12 – serie TV, 6 episodi (1969-1973)
- Kung Fu – serie TV, un episodio (1973)
- Firehouse Squadra 23 (Firehouse) – serie TV, un episodio (1974)
- Giovani cowboys (The Cowboys) – serie TV, un episodio (1974)
- Kolchak: The Night Stalker – serie TV, un episodio (1975)
- The Honorable Sam Houston – film TV (1975)
- Switch – serie TV, un episodio (1977)
- L'incredibile Hulk (The Incredible Hulk) – serie TV, episodio 2x03 (1978)
- L'uomo ragno (The Amazing Spider-Man) – serie TV, 2 episodi (1979)
- CHiPs – serie TV, un episodio (1979)
- V - Visitors (V) – miniserie TV (1983)
- Mike Hammer – serie TV, un episodio (1984)
- Supercar (Knight Rider) – serie TV, un episodio (1984)
- Saranno famosi (Fame) – serie TV, un episodio (1985)
- RoboCop – serie TV, un episodio (1994)